# Завіти Ільїча (Алейський район)
Заві́ти Ільїча́ (рос. Заветы Ильича) — селище (колишнє село) у складі Алейського району Алтайського краю, Росія. Адміністративний центр Завітоільїчівської сільської ради.

## Населення
Населення — 612 осіб (2010; 688 у 2002).
Національний склад (станом на 2002 рік):
- росіяни — 83 %